# 都市同盟
都市同盟（としどうめい）とは、広域の領域支配を行う単一の統一国家が存在しない地域において、政治的に自立した都市同士が連合して形成した同盟のこと。古代ギリシアにおいて都市国家（ポリス）が連合して構成した広域政治体であるシュンポリテイアや、中世のドイツやイタリアにおいて「都市の自由」を享受する自由都市同士が政治的・経済的利害を一致させて連合した都市間同盟がその典型である。

## 古代ギリシアの都市同盟
古代ギリシアの都市同盟（シュンポリテイア）は、お互いが主権を持った国家である都市国家（ポリス）同士が結合して結成した政治体のことである。
もともとポリス同士が同盟を結んで連合して政治にあたろうとする動きは、ペルシャ戦争後の紀元前5世紀に結成されたデロス同盟に遡る。これは、アケメネス朝（ペルシャ）という強大な外敵に対してアテナイを指導者として軍事的に連合することを目的としたものだが、のちにアテナイを支配者とする帝国へと変貌した。これに対してスパルタがペロポネソス半島の諸ポリスとペロポネソス同盟を結んでペロポネソス戦争に発展し、結局アテナイの覇権とデロス同盟は崩壊する。紀元前4世紀にはスパルタがペロポネソス同盟加盟ポリスへの支配を進めたことから、世紀の半ばにはペロポネソス同盟も崩壊した。
そこで、かわって紀元前4世紀後半から紀元前3世紀に成立したのが新たなポリス間の連合であるアイトリア同盟、アカイア同盟などの都市同盟である。ギリシャの都市同盟は、都市同盟同士、あるいは北方のマケドニア王国など様々な勢力と抗争して勢力を伸ばそうとしたが、紀元前2世紀に共和政ローマに征服され、独立を失った。
ローマのもとでも都市同盟は広域地方自治体として存続したが、やがて消滅して東ローマ帝国の一部となってゆく。

## 中世ドイツ・イタリアの都市同盟
中世ヨーロッパの都市同盟は、中世の後期にドイツやイタリアなどで結成された自由都市同士の都市間同盟である。
神聖ローマ帝国領内の北イタリアやドイツでは、12世紀頃から叙任権闘争を経て皇帝権が衰え、帝国全体に政治権力を振るえる存在が失われていった。こうして生じた聖俗の諸侯による権力の分立状態の中で、名目上で皇帝に直属する帝国都市としての政治的自立性を諸侯の干渉から守るための自衛的連合や、ドイツ・イタリアの商人の海外進出にともなう商圏の防衛、特権の確保のための商業組合的連合から都市同盟が誕生した。最も古い時期のものは12世紀中ごろの北イタリアにおけるロンバルディア同盟があげられる。
大空位時代を経験した13世紀にはライン川流域の諸都市が諸侯による関税徴収に対抗して同盟を結んで対抗するなど、ドイツでも都市同盟があらわれた。13世紀中ごろにあらわれたライン都市同盟では加盟都市が70に及ぶ大勢力となる。14世紀には商人の商業組合が都市同盟に発展したハンザ同盟があらわれ、北ドイツ・バルト海沿岸を中心にヨーロッパ北部で大きな影響力をもつ恒久的都市同盟となった。
しかし都市同盟の抵抗にもかかわらず、多くの都市は次第に領邦君主に成長していった諸侯に屈し、領邦国家の支配下に組み入れられていった。

## 主な都市同盟

### 古代ギリシャ・ローマ
- アイトリア同盟
- アカイア同盟
- デカポリス（十都市連合）
- ドデカポリス（十二都市連合）

### 中世ドイツ・スイス・イタリア
- ロンバルディア同盟（1167年12月1日結成）
- ハンザ同盟（1241年結成）
- ライン都市同盟（1254年2月結成）
- スイス誓約同盟（ドイツ語版、英語版）（1291年8月1日結成）
- シュヴァーベン都市同盟（1331年11月20日結成）
- 六都市同盟（1346年結成）
- 十都市同盟　Zehnstädtebund, Décapole （アルザス、1354年結成）
- シュマルカルデン同盟（1531年結成）

## 関連記事
- ヨーロッパ
- 都市国家
- ギリシャ
- マラトン
- 中世
- ヴェネツィア
- ジェノヴァ
- 都市紛争